# Associazione Calcio Treviso 1960-1961
Questa voce raccoglie le informazioni riguardanti l'Associazione Calcio Treviso nelle competizioni ufficiali della stagione 1960-1961.

## Rosa
| N. |                   | Ruolo | Calciatore         |
| -- | ----------------- | ----- | ------------------ |
|    | Italia (bandiera) | P     | Mario Barluzzi     |
|    | Italia (bandiera) | A     | Adriano Birtig     |
|    | Italia (bandiera) | A     | Giuseppe Cecchetto |
|    | Italia (bandiera) |       | Cescon             |
|    | Italia (bandiera) | A     | Fortunato Cesero   |
|    | Italia (bandiera) | A     | Cesare Clemente    |
|    | Italia (bandiera) | C     | Giovanni Dal Pozzo |
|    | Italia (bandiera) | D     | Tito Marcato       |
|    | Italia (bandiera) | D     | Renato Mattiello   |
|    | Italia (bandiera) | A     | Giancarlo Mattucci |
|    | Italia (bandiera) | C     | Angelo Miglioranza |

| N. |                   | Ruolo | Calciatore           |  |
| -- | ----------------- | ----- | -------------------- |  |
|    | Italia (bandiera) | D     | Silvano Moro         |  |
|    | Italia (bandiera) | D     | Alessio Nicolè       |  |
|    | Italia (bandiera) | C     | Giancarlo Pantaleoni |  |
|    | Italia (bandiera) | A     | Eder Rigonat         |  |
|    | Italia (bandiera) | C     | Giovanni Roberti     |  |
|    | Italia (bandiera) | A     | Giovanni Rovatti     |  |
|    | Italia (bandiera) | C     | Gennaro Spangaro     |  |
|    | Italia (bandiera) | A     | Giovanni Sperotto    |  |
|    | Italia (bandiera) |       | Trinca               |  |
|    | Italia (bandiera) | C     | Fausto Vicino        |  |